# Lubartów Słowackiego
Lubartów Słowackiego – kolejowy przystanek osobowy w Lubartowie, w województwie lubelskim, położony w km 79,668 na linii kolejowej nr 30.

## Historia
W ramach rewitalizacji linii kolejowej nr 30 utworzony jako dodatkowy przystanek dla pociągów PolRegio na trasie Lubartów – Lublin w celu ułatwienia mieszkańcom dostępu z centrum miasta. Od 30 września 2013 roku do przystanku kursują pociągi relacji Parczew – Lublin, a od 28 czerwca 2024 Łuków – Lublin.
Peron ma długość 100 m i wysokość 550 mm.

## Ruch pasażerski
Dobowa wymiana pasażerska oraz miejsce w rankingu ogólnopolskim:
| Rok  | Ilość pasażerów | Miejsce w Polsce |
| ---- | --------------- | ---------------- |
| 2017 | 20-49           | 1521             |
| 2018 | 20-49           | 1509             |
| 2019 | 20-49           | 1544             |
| 2020 | 20-49           | 1646             |
| 2021 | 20-49           | 1653             |
| 2022 | 50-99           | 1616             |
| 2023 | 50-99           | 1545             |
| 2024 |                 |                  |